# Sheila Cornell
Sheila Cornell, född den 26 februari 1962 i Encino, Kalifornien, är en amerikansk softbollspelare.
Hon tog OS-guld i samband med de olympiska softboll-turneringarna 2000 i Sydney.